# Plagiolepis succini
Plagiolepis succini är en myrart som beskrevs av André 1895. Plagiolepis succini ingår i släktet Plagiolepis och familjen myror. Inga underarter finns listade i Catalogue of Life.